# Призма от Тикунани
Призмата от Тикунани е двадесет и един сантиметров квадратен глинен предмет от средата на 16 век пр.н.е. с акадски клиновиден надпис, изброяващ имената на войниците хабиру на царя на Тикунани Тунип-Тесуп. Днес призмата се намира в частна колекция във Великобритания.
Откритието на призмата предизвиква голямо оживление, тъй като тя дава така необходимите допълнителни сведения за народността хабиру. Оказва се, че повечето от 438-те служители хабиру на Тунип-Тесуп имат хуритски имена, които нямат връзка с никой ханаански (групата езици на иврит) или дори семитски език. Останалите имена са семитски, а едно е каситско. Призмата също довежда до предположението, че хабиру може би никога не са били етническа група.